# Santiria mollis
Santiria mollis är en tvåhjärtbladig växtart som beskrevs av Adolf Engler. Santiria mollis ingår i släktet Santiria och familjen Burseraceae. Inga underarter finns listade i Catalogue of Life.